# Félix Godefroid
Pour les articles homonymes, voir Godefroid.
Dieudonné-Félix Godefroid, né à Namur le 24 juillet 1818 et mort à Villers-sur-Mer le 12 juillet 1897, est un harpiste et compositeur belge.

## Biographie
Son père, ruiné dans l'exploitation d'une salle de spectacle, quitte la Belgique pour s'installer à Boulogne-sur-Mer, où il fonde une école de musique. En 1832, Félix suit des cours de harpe au Conservatoire de Paris. Convaincu par la harpe à double mouvement que Sébastien Érard avait brevetée en 1811, il décide de quitter le Conservatoire et de se perfectionner dans ce domaine. En 1839, il entame une brillante carrière de soliste à travers l'Europe et le Proche-Orient. Le jeune virtuose entreprend une série de tournées qui le mèneront notamment dans les pays de l’Est, en Allemagne, Angleterre, Belgique, Hollande et Espagne. En 1847, il s’installe à Paris et se décide enfin à y débuter avec un succès important à la clef.
Il est le professeur de la harpiste Clotilde Cerdà, connue sous le nom d'Esmeralda Cervantes, et a également donné des cours à la reine d'Espagne Isabel II.
Il est l'auteur de pièces pour la harpe et pour le piano, instrument dont il était également virtuose, ainsi que de messes et de deux opéras, La Harpe d'or et La Fille de Saül. Sa méthode Mes exercices pour la harpe fut utilisée par plusieurs générations de harpistes.
Félix Godefroid garde contact avec ses racines namuroises par l'entremise de Félicien Rops, qui dessine son portrait en août 1856.
Son frère aîné Jules-Joseph (1811-1840) fut également harpiste et compositeur.
Il est enterré au cimetière ancien de Puteaux (Hauts-de-Seine).

## Compositions

### Musique pour harpe
- École mélodique pour harpe [puis: sur des mélodies de Schubert][op. 201] : 1. Quand tu me vois souffrir : [Deutsch 877 : fantaisie]. - Cop. 1978. - 5 p. . - 2. Sois toujours mes seules amours : [Deutsch 741]. - Cop. 1979. - 5 p. . - 3. Le Désir : [valse, Deutsch 365]. - Cop. 1979. - 5 p. . - 4. Les Ris et les pleurs : [Deutsch 777]. - Cop. 1979. - 4 p. . - 5. La Sérénade : [Deutsch 957]. - Cop. 1979.  - 4 p. Édition : Paris : G. Billaudot , cop. 1978. Odette Le Dentu.
- Mes exercices pour la harpe (1891)
- Étude de concert en mi bémol mineur pour harpe (1878)

### Musique de chambre
- Sonate pour violoncelle et piano (1841)
- Album d'un musicien, 12 morceaux pour piano : Paris : Bathlot et Héraud , [1887][3]

### Musique de concert ou de scène
- La harpe d'or, opéra-légende en 2 actes [1858], Librettiste : Ernest Dubreuil (1833-1886), Adolphe Jaime (1824-1901)[4],[5]

- La Fille de Saül (1882)

- Le Rouet de Marguerite (1889)
- À deux pas du bonheur, « proverbe lyrique de salon en un acte» sur des paroles de Léocadie-Aimée de Beauvoir (1823-1859) chantée le 25 avril 1855 par Émilie Gaveaux-Sabatier, salle Herz[6],[7].
- École mélodique sur des mélodies de Schubert  : Quand tu me vois souffrir ; Le Désir ;  Sois toujours mes seules amours ; Les Ris et les Pleurs
- Les Adieux à l'Océan. Grande scène, poésie de Lord Byron, tirée de "Childe-Harold", traduction de Eugène Quiertant, musique de Félix Godefroid ; Édition : Paris : F. Durdilly , [DL 1897][3].
- La Fille de Saül, opéra en 5 actes ; Paris : l'auteur , [1883][3]

### Musique sacrée
- Hymne à Ste Cécile, op. 53, couverture illustrée par Pierre-Auguste Lamy (1827-1880?), Édition : Paris : Choudens , [DL 1863]
- Messe des Rameaux à quatre voix, soli et chœurs, avec accompagnement d'orgue, harpes, violoncelles et contre-basses (ad libitum), Paris : H. Heugel , [1889][3]
- Messe de la résurrection à 4 voix, et solos de ténor, baryton et basse, avec accompagnement d'orgue, harpes, violoncelles, contrebasses, pistons et trombones...  ; Paris : V. Durdilly , [1892][3]
- Ave Maria pour chant et orgue ou piano avec accompagnement de harpe ad libitum, musique de Félix Godefroid(1897) [3]

- Paradisi-Gloria, pour la harpe (Œuvres posthumes) , : Paris : Benoit , [1904] [3]

- Les Heures religieuses :  Ô Salutaris . Transcription (pour piano) de l'auteur. Op. 189  (1875)[3]
- Agnus Dei pour voix de baryton ou mezzo-soprano, paroles latines et françaises : Paris : Gambogi frères , [1863][3]